# テ・ウレウェラ
テ・ウレウェラ（Te Urewera）は、ニュージーランド北島にある、ほとんどが森林で人口が希薄な起伏の激しい丘陵地である。大部分が2014年に指定された保護地域（元テ・ウレウェラ国立公園）に含まれている。
テ・ウレウェラは、マオリ主権のスタンスで知られるマオリのイウィ（部族）、トゥホエのロヘ（歴史的な故郷）である。

## 地理
テ・ウレウェラの範囲は正式に定義されていない。『An Encyclopaedia of New Zealand』（1966年）によると、「テ・ウレウェラ地方には、元々ランギタイキ川の東側からワイマナ川の下流とワイオエカ川の上流のラインの西側の全ての土地が含まれていた。南側の境界線は、マウンガタニファ山、ワイアウ川、ワイカレモアナ湖であった」という。山地の大部分は原生林で覆われ、フイアラウ、イカフェヌア、マウンガポハトゥなどの山脈が連なっている。また、ミンギヌイやテ・ファイティの集落が位置するアヒケレウ渓谷、ルアタフナ渓谷などの平らな山谷がいくつかある。北は、ファカタネや海岸に向かって低地となっており、タネアトゥア、ルアトキ、ワイマナの集落が位置する。ワイカレモアナ湖とワイカレイティ湖は、南東部にある。
テ・ウレウェラの大部分は、ベイ・オブ・プレンティ地方の東部、ホークス・ベイ地方の北部に位置し、ごく一部がギズボーン区に位置する。全ての集落は保護地域外にある。隔絶された地域で、テ・ウレウェラを横断する唯一の主要幹線道路である国道38号線が、ロトルア近辺のワイオタプからムルパラを経由してワイロアまで通っている。

## 保護地域の状況
1954年、テ・ウレウェラの大部分がテ・ウレウェラ国立公園に指定されたが、新たな法人「テ・ウレウェラ」に置き換えられたことに伴い、2014年に廃止された。
2013年6月、土地和解案がトゥホエの全メンバーによって承認され、署名された。この和解案により、トゥホエは約1億7千万ドル相当の経済的・商業的・文化的補償、歴史的説明と国からの謝罪、テ・ウレウェラの共同管理権を受け取り、2014年トゥホエ請求和解法（Tūhoe Claims Settlement Act 2014）が成立した。
保護地域は、現在、トゥホエと国のメンバーによって共同で構成されたテ・ウレウェラ委員会（Te Urewera Board）が管理している。テ・ウレウェラは、2014年に天然資源として世界で初めて人と同じ権利が与えられており、法的人格を有し、自らを所有している。
国立公園として廃止された後も、引き続き国際自然保護連合の自然保護地域カテゴリーII（国立公園）の基準を満たしている。

## 歴史
「テ・ウレウェラ」という名前は、マオリ語で「焦げたペニス」という意味の語句である（ウレ＝ペニス、ウェラ＝焦げた）。
隔絶された深い森であったことから、20世紀初期まで英国の植民地支配を受けず、ほぼ手つかずで残されており、1880年代には未だマオリの支配下にあった。マオリのリーダー、テ・コオティは、追っ手から逃れるためにトゥホエに避難し、同盟を結んだ。当時のキング・カントリー同様、テ・ウレウェラに立ち入る危険を冒すパケハはほとんどいなかった。 
1894年から1912年の間、1896年ウレウェラ区先住民族保留地法（Urewera District Native Reserve Act 1896）による許可の下、トゥホエのリーダーたちはウレウェラ区先住民族保留地（Urewera District Native Reserve）という伝統的な聖域を設置し、事実上の地方自治を行うことができた。しかし、1915年から1926年の間、国は「略奪買収キャンペーン」と呼ばれるウレウェラ統合計画（Urewera Consolidation Scheme）を実施し、保留地の約70％を取得して、後の1954年にテ・ウレウェラ国立公園となる地域に点在する200以上の小さな区画にトゥホエを移住させた。
20世紀初期、ルア・ケナナ・ヘペティパがマウンガポハトゥに宗教コミュニティを設立した。
1999年、ワイタンギ審判所は、地域の歴史について分析した520ページにわたる調査結果報告書を発表し、国にはトゥホエの自治を認める意図はなかったと結論付けた。2003年から2005年の間、ワイタンギ審判所の小委員会は、テ・ウレウェラの土地請求の証拠を審理し、テ・ウレウェラ調査地区と呼ばれる地域を指定した。2009年7月、1872年までの期間を対象とする報告書第1部が発表され、特に1866年のベイ・オブ・プレンティ東部の広大な土地の没収について、国がトゥホエを不当に取り扱ったと判断された。

## 動植物
この地域には、ニュージーランドクイナ以外の北島の全ての鳥類が生息している。低層植物としては、クラウンファーン（ブレクナムディスカラー）などが広く繁殖している。